# William Radcliffe Birt
Pour les articles homonymes, voir Birt.
William Radcliffe Birt (1804 — 1881) est un astronome amateur britannique du XIXe siècle. Il a travaillé avec John Herschel de 1843 à 1850 sur les phénomènes météorologiques.
Il fonde en 1878 la Graphical Society à Londres.
Un cratère lunaire porte aujourd'hui son nom.